# Formosaspis wanglangensis
Formosaspis wanglangensis är en insektsart som beskrevs av Jiang 2002. Formosaspis wanglangensis ingår i släktet Formosaspis och familjen pansarsköldlöss. Inga underarter finns listade i Catalogue of Life.